# Mycobacterium tuberculosis var. caprae
Variété
Synonymes
- Mycobacterium caprae (Aranaz et al. 1999) Aranaz et al. 2003
- Mycobacterium bovis subsp. caprae (Aranaz et al. 1999) Niemann et al. 2002
- Mycobacterium tuberculosis subsp. caprae Aranaz et al. 1999

Mycobacterium tuberculosis var. caprae est une variété de bactéries de la famille des Mycobacteriaceae. Comme les autres variétés de Mycobacterium tuberculosis, c'est un agent infectieux responsable de la tuberculose humaine.

## Taxonomie
Ce taxon est décrit en 1999 par A. Aranaz et al. avec le rang de sous-espèce sous le nom de « Mycobacterium tuberculosis subsp. caprae ». Il va ensuite changer plusieurs fois de dénomination.
En 2002 S. Niemann et al. font valoir des arguments biochimiques et génétiques en faveur d'un reclassement en tant que sous-espèce de Mycobacterium bovis.
L'année suivante plusieurs auteurs de l'équipe de A. Aranaz et al. proposent d'élever le taxon au rang d'espèce sous le nom de « Mycobacterium caprae ». 
Finalement, en 2018, M.A. Riojas et al. démontrent par une étude génomique comparative qu'il s'agit en fait d'un sous-taxon de l'espèce Mycobacterium tuberculosis. Cette dernière étude n'ayant pas apporté d'argument en faveur d'une élévation au rang de sous-espèce, il est préconisé par l'ICSP de le désigner comme une variété (abréviation var.) de l'espèce dans laquelle il est inclus (Appendice 10 du code de nomenclature bactérienne, révision 1990).